# Laser à colorant
 (novembre 2022).
Si vous disposez d'ouvrages ou d'articles de référence ou si vous connaissez des sites web de qualité traitant du thème abordé ici, merci de compléter l'article en donnant les références utiles à sa vérifiabilité et en les liant à la section « Notes et références ».

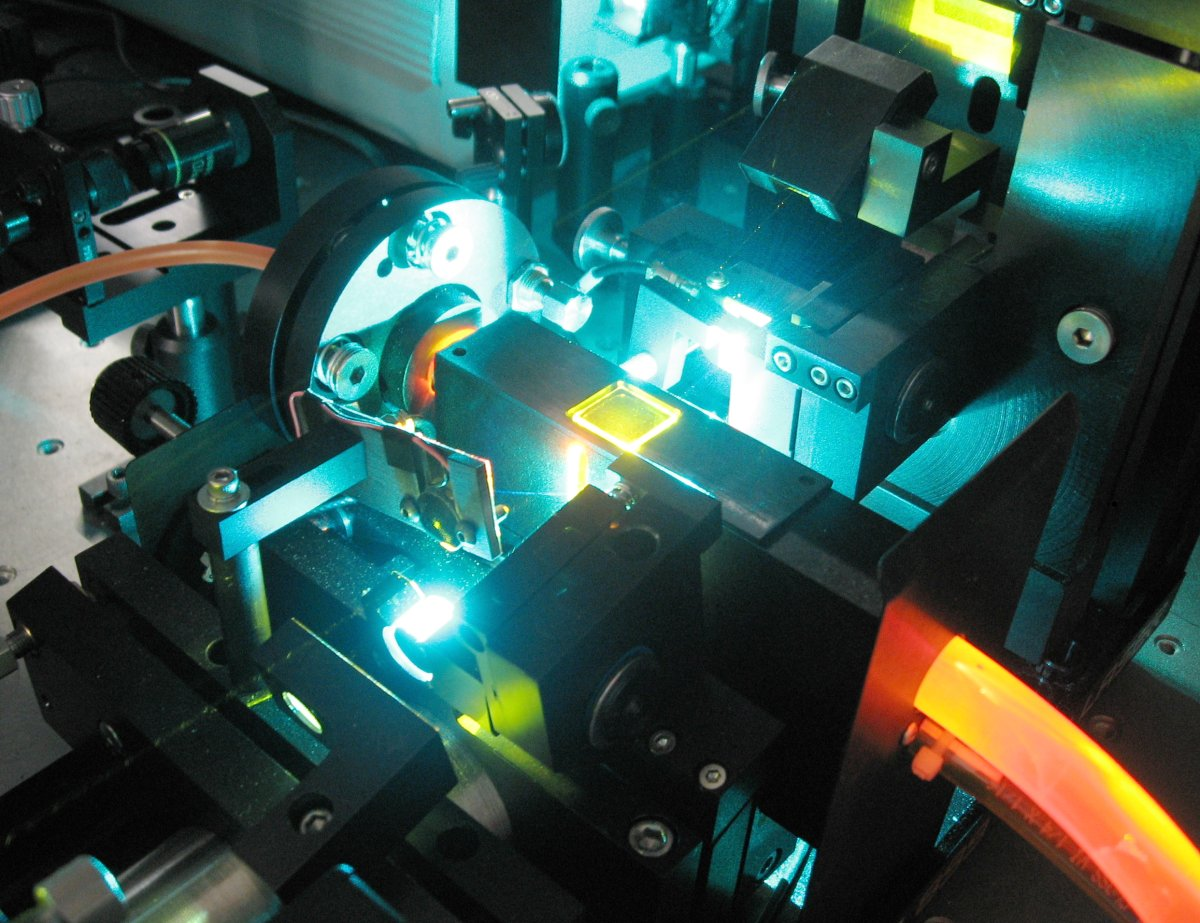
Gros plan d'un laser à colorant CW de table à base de rhodamine 6G, émettant à 580 nm (jaune). Le faisceau laser émis est visible sous forme de lignes jaunes pâles entre la fenêtre jaune (au centre) et l'optique jaune (en haut à droite), où il se reflète à travers l'image vers un miroir invisible, et revient dans le jet de colorant depuis le coin inférieur gauche. La solution de colorant orange entre dans le laser par la gauche et sort par la droite, toujours brillante de phosphorescence triplet, et est pompée par un faisceau de 514 nm (bleu-vert) provenant d'un laser à argon. Le laser de la pompe peut être vu entrant dans le jet de colorant, sous la fenêtre jaune.

Un laser à colorant est un laser qui utilise un colorant organique comme milieu laser, généralement sous forme de solution liquide. Par rapport aux gaz et à la plupart des laser à semi-conducteurs, un colorant peut généralement être utilisé pour une gamme de longueurs d'onde beaucoup plus large, s'étendant souvent sur 50 à 100 nanomètres ou plus. La large bande passante les rend particulièrement adaptés aux lasers accordables (en) et aux lasers pulsés. Le colorant rhodamine 6G, par exemple, peut être réglé de 635 nm (rouge orangé) à 560 nm (jaune verdâtre) et produire des impulsions aussi courtes que 16 femtosecondes. De plus, le colorant peut être remplacé par un autre type afin de générer une gamme encore plus large de longueurs d'onde avec le même laser, du proche infrarouge au proche ultraviolet, bien que cela nécessite généralement de remplacer également d'autres composants optiques dans le laser, tels que des miroirs diélectriques ou des lasers de pompe.
Les lasers à colorant ont été découverts indépendamment par PP Sorokin et FP Schäfer (et leurs collègues) en 1966. En plus de l'état liquide habituel, les lasers à colorant sont également disponibles en tant que lasers à colorant à l'état solide (SSDL). Ces lasers SSDL utilisent des matrices organiques dopées comme milieu de gain.

## Construction

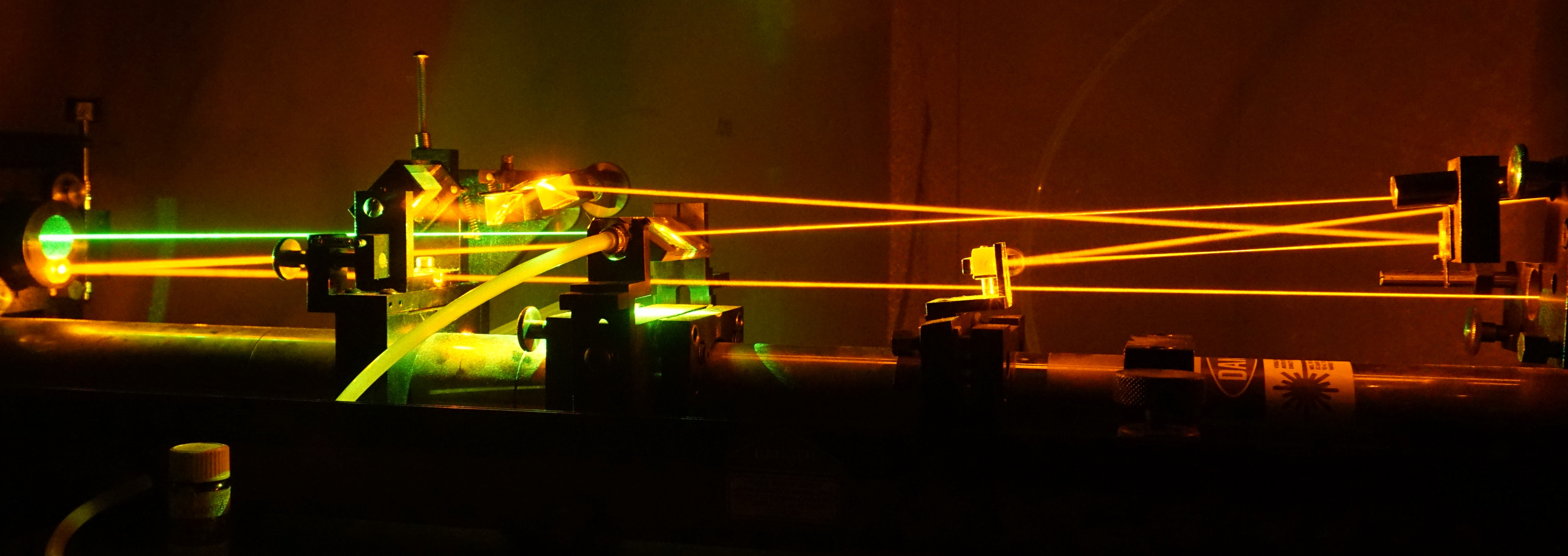
La cavité interne d'un laser à colorant linéaire, montrant le trajet du faisceau. Le laser de pompe (vert) entre dans la cellule de teinture par la gauche. Le faisceau émis sort par la droite (faisceau jaune inférieur) à travers un dumper de cavité (non représenté). Un réseau de diffraction est utilisé comme réflecteur haut (faisceau jaune supérieur, côté gauche). Le faisceau de deux mètres est redirigé plusieurs fois par des miroirs et des prismes, qui réduisent la longueur totale, élargissent ou focalisent le faisceau pour différentes parties de la cavité et éliminent l'une des deux ondes à contre-propagation produites par la cellule à colorant. Le laser est capable de fonctionner en onde continue ou en impulsions picosecondes ultracourtes (un milliardième de seconde, ce qui équivaut à un faisceau inférieur à 1/3 d'un millimètre de long).

Un laser à colorant utilise un milieu de gain composé d'un colorant organique, qui est une tache soluble à base de carbone qui est souvent fluorescente, comme le colorant dans un stylo surligneur. Le colorant est mélangé à un solvant compatible, permettant aux molécules de se diffuser uniformément dans tout le liquide. La solution de colorant peut être mise en circulation à travers une cellule de colorant ou diffusée à l'air libre à l'aide d'un jet de colorant. Une source de lumière à haute énergie est nécessaire pour « pomper » le liquide au-delà de son seuil d'émission laser. Un tube éclair à décharge rapide ou un laser externe est généralement utilisé à cette fin. Les miroirs sont également nécessaires pour faire osciller la lumière produite par la fluorescence du colorant, qui est amplifiée à chaque passage dans le liquide. Le miroir de sortie est normalement réfléchissant à environ 80 %, tandis que tous les autres miroirs sont généralement réfléchissants à plus de 99,9 %. La solution de colorant est généralement mise en circulation à des vitesses élevées, pour aider à éviter l'absorption des triplets et pour diminuer la dégradation du colorant. Un prisme ou un réseau de diffraction est généralement monté sur le trajet du faisceau, pour permettre le réglage du faisceau.
Étant donné que le milieu liquide d'un laser à colorant peut s'adapter à n'importe quelle forme, il existe une multitude de configurations différentes qui peuvent être utilisées. Une cavité de type Fabry-Pérot est généralement utilisée pour les lasers pompés par tube éclair. Elle se compose de deux miroirs, qui peuvent être plats ou incurvés, montés parallèlement l'un à l'autre avec le milieu laser entre eux. La cellule de teinture est souvent un tube mince d'une longueur approximativement égale au tube éclair, avec les deux fenêtres et une entrée / sortie pour le liquide à chaque extrémité. La cellule de colorant est généralement pompée latéralement, avec un ou plusieurs tubes éclair parallèles à la cellule de colorant dans une cavité de réflecteur. La cavité du réflecteur est souvent refroidie à l'eau, pour éviter un choc thermique dans le colorant causé par les grandes quantités de rayonnement proche infrarouge que produit le tube éclair. Les lasers à pompage axial ont un tube éclair creux de forme annulaire qui entoure la cellule de colorant, qui a une inductance plus faible pour un flash plus court et une meilleure efficacité de transfert. Les lasers à pompe coaxiale ont une cellule de colorant annulaire qui entoure le tube éclair, pour une efficacité de transfert encore meilleure, mais ont un gain inférieur en raison des pertes de diffraction. Les lasers à pompage flash ne peuvent être utilisés que pour des applications à sortie pulsée.

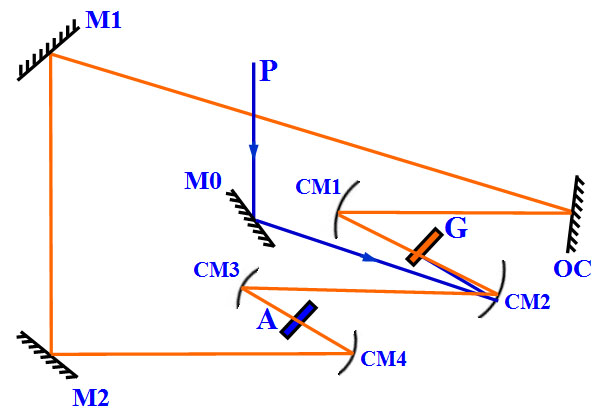
Un laser à colorant annulaire. faisceau laser pompe P ; Jet de colorant à gain G ; Jet de colorant absorbant A-saturable; Miroirs plans M0, M1, M2 ; coupleur de sortie OC; Miroirs bombés CM1 à CM4.

Une conception laser en anneau est souvent choisie pour un fonctionnement continu, bien qu'une conception Fabry-Pérot soit parfois utilisée. Dans un laser en anneau, les miroirs du laser sont positionnés pour permettre au faisceau de se déplacer sur une trajectoire circulaire. La cellule de colorant, ou cuvette, est généralement très petite. Parfois, un jet de colorant est utilisé pour aider à éviter les pertes de réflexion. Le colorant est généralement pompé avec un laser externe, tel qu'un laser Nd:YAG, à azote, à excimère ou à fréquence doublée. Le liquide est mis en circulation à des vitesses très élevées, pour éviter que l'absorption triplet ne coupe le faisceau. Contrairement aux cavités de Fabry-Pérot, un laser en anneau ne génère pas d'ondes stationnaires qui provoquent une combustion spatiale des trous, un phénomène où l'énergie est piégée dans des parties inutilisées du milieu entre les crêtes de la vague. Cela conduit à un meilleur gain du milieu laser.